# Agusa
Agusa är en liten by i Andrarums socken och Tomelilla kommun i östra Skåne.
Närmaste mera betydande samhällen är Brösarp och Degeberga, båda en dryg mil öster om Agusa. En knapp mil väster om Agusa ligger tätorten Önneköp. En halvmil rakt söderut ligger det sedan länge nedlagda Andrarums alunbruk. 
Norr om byn flyter Agusabäcken som rinner upp i Julebodaån. Bäcken har fungerat som häradsgräns och därmed sockengräns. Gränsen mot Kristianstads kommun följer Agusabäcken.

## Historia
Andrarums alunbruk grundades under första hälften av 1600-talet och var i drift till 1912. Bygden kring bruket upplevde sin ekonomiska blomstringstid på 1700-talet. Av Lantmäteriets äldre kartor framgår att ett rusthåll inrättades i Agusa under försvenskningen av Skåne. Tre kilometer nordost om Agusa ligger Hörröds kyrka, vars grundstenar och ödekyrkogård vittnar om att trakten varit bebodd åtminstone sedan 1200-talet.
Alunbrukets privilegier 1686-1824 inom Verkalinjens tvåmilsradie innebar samtidigt en betydande inskränkning i självägande bönders äganderätt.

## Samhället
Till byn hör ett tjugotal hus. Ett dussin av dem ligger utmed en kilometerlång sträcka av vägen mellan Hörröd och Andrarums alunbruk. 
Bygden har avfolkats successivt under 1900-talet. Många av husen är numera fritidshus.
Tillgång till kollektivtrafik, landsvägsbuss, finns på drygt 10 kilometers avstånd i Önneköp, Degeberga och Brösarp.

### Agusastugan
Agusastugan är en vinkelbyggd korsvirkesgård, troligen uppförd i mitten av 1800-talet, med möbler, husgeråd, kläder och verktyg från slutet av 1800-talet. Agusastugan köptes 1946 av Albo Härads Hembygdsförening och fungerar som hembygdsmuseum. Den 18 december 1963 förklarades den som byggnadsminne.

## Natur och vandringsleder
Agusa ligger högt uppe på Linderödsåsen i skogar med stort inslag av bokskog. Själva byn ligger 145-160 m ö.h., men inom några kilometers avstånd finns berg i dagen och skog över 200 meters höjd. Det finns gott om älg, rådjur, kronhjort, dovhjort och vildsvin  i de omgivande skogarna. Utfodring förekommer i syfte att underlätta jakt på djuren.
Betesmark och skogsbruk dominerar. Jordbruket är småskaligt med få och små åkrar.
Förbi Agusa löper en rullstensås på toppen av horsten Linderödsåsen. Rullstensåsen är känd under namnen Jären och Hörrödsåsen. Åsen fortsätter söderut mot Andrarum. Längs krönet utgår en 14 mils vandringsled, Ås till ås-leden, norrut från Agusa till Åstorp. Vandringsleden utgör en del av Skåneleden.
Ett naturreservat (en del av Verkaåns naturreservat) sträcker sig söderut mellan Agusa och Alunbruket utmed rullstensåsen Jären. Inom naturreservatet är allemansrätten inskränkt.

### Agusa vilthägn
Omedelbart öster om Agusa ligger ett vilthägn med kronhjort, dovhjort och vildsvin. Hägnet används bland annat för Svenska Jägareförbundets kurser för hundar som får lära sig att hantera mötet med vildsvin.